# Оброч (деревня)
Оброч (пол. Obrocz) — деревня в юго-восточной части Польши. Входит в состав гмины  Звежинец.

## География
Деревня Оброч находится в Люблинском воеводстве, Замойском повете, на территории гмины Звежинец. Расположена в Розточаньском национальном парке.

## История
С 1975 по 1998 год деревня входила в состав Замойского воеводства.

## Население
По данным переписи 2011 года, население деревни составляло 518 человек (из них 258 мужчин и 260 женщин).

## Галерея

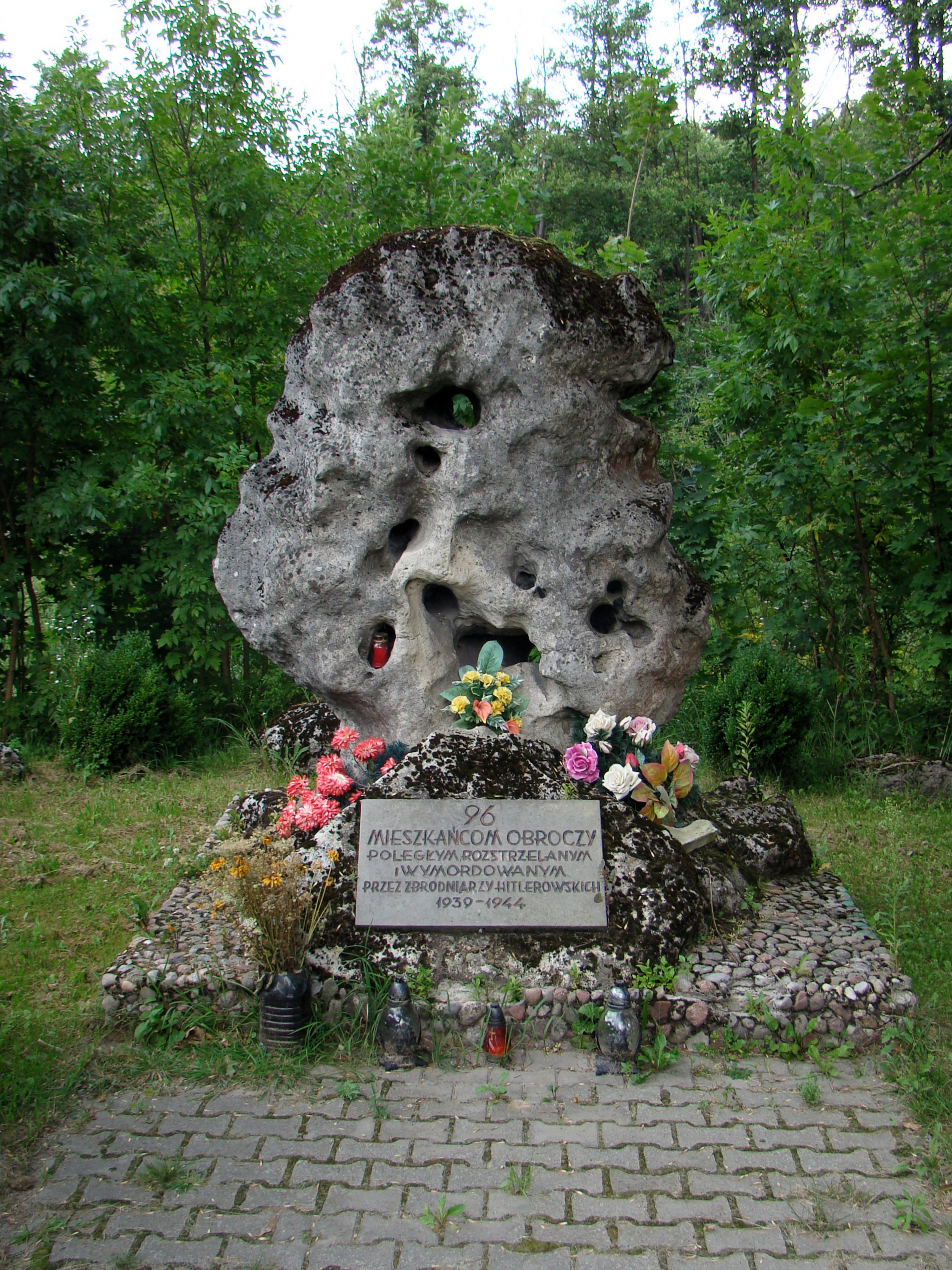
Памятник памяти 96 жителей села, убитых фашистами.
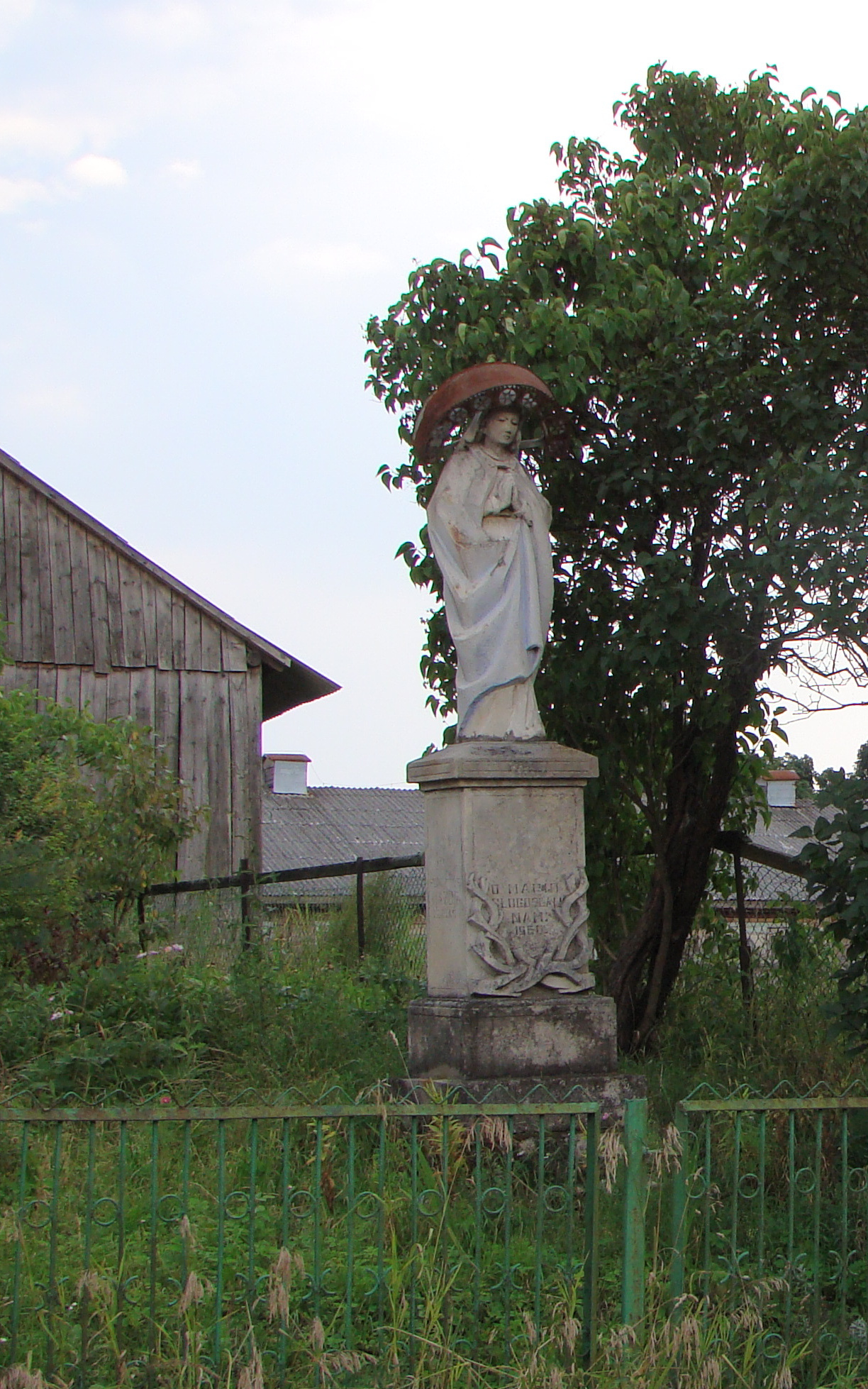
Монумент в деревне